# Tabellaria
Tabellaria ist eine Gattung der Kieselalgen (Bacillariophyta) mit etwa 10 Arten, die in Süß- und Meerwasser vorkommen. 

## Merkmale
Tabellaria bildet unverzweigte Fäden aus tafelförmigen Zellen, die nur an den Ecken durch kleine Gallertpolster verbunden sind. Die Kolonien bilden ein Zickzackband oder sind sternförmig. Die Einzelzellen haben die für Kieselalgen typische Schale aus zwei Theken. Die Schale ist in Seitenansicht rechteckig, in Schalenansicht stäbchenförmig, wobei die Mitte und die Enden verdickt sind. Die Zellen haben einen zentralen Zellkern und mehrere, scheibchenförmige Plastiden, die durch Fucoxanthin goldbraun gefärbt sind. Die Größe der Zellen beträgt 6 bis 130 Mikrometer.
Die ungeschlechtliche Fortpflanzung erfolgt durch die typische Zweiteilung der Kieselalgen, die zur Verkleinerung der Zellen führt. Die Kolonien können dann zerbrechen. Geschlechtliche Fortpflanzung ist von der Gattung nicht bekannt. Die Bildung von Dauerzellen aus vegetativen Zellen ist bekannt.

## Vorkommen
Tabellaria kommt in stehenden Gewässern im Sediment, an Wasserpflanzen und im Plankton vor. Im Sommer und im Herbst kann die Gattung die dominante Planktonform darstellen. Die einzelnen Arten bevorzugen nährstoffreiche warme oder auch nährstoffarme, kühle Standorte.

## Belege
- Karl-Heinz Linne von Berg, Michael Melkonian u. a.: Der Kosmos-Algenführer. Die wichtigsten Süßwasseralgen im Mikroskop. Kosmos, Stuttgart 2004, ISBN 3-440-09719-6, S. 252.